# Natalja Ryżenkowa
Natalja Anatoljewna Ryżenkowa (ros. Наталья Анато́льевна Рыженкова, biał. Наталля Анатольеўна Рыжанкова, Natalla Anatoljeuna Ryżankowa; ur. 7 lipca 1972 w Magadanie) – białoruska biathlonistka, dwukrotna medalistka mistrzostw świata.

## Kariera
W zawodach Pucharu Świata zadebiutowała 17 grudnia 1992 roku w Pokljuce, zajmując 31. miejsce w biegu indywidualnym. Pierwsze punkty (do sezonu 2000/2001 punktowało 25. najlepszych zawodników) zdobyła 6 marca 1993 roku w Lillehammer, gdzie w sprincie zajęła 20. miejsce. Nigdy nie stanęła na podium indywidualnych zawodów tego cyklu, najwyższą lokatę wywalczyła 16 stycznia 1997 roku w Anterselvie, kończąc rywalizację w biegu indywidualnym na siódmej pozycji. Najlepsze wyniki osiągnęła w sezonie 1995/1996, kiedy zajęła 43. miejsce w klasyfikacji generalnej.
Podczas mistrzostw świata w Borowcu w 1993 roku wspólnie z Natalją Piermiakową, Natalją Syczową i Swietłaną Paramyginą zdobyła srebrny medal w biegu drużynowym. Na rozgrywanych rok później mistrzostwach świata w Canmore razem z Piermiakową, Paramyginą i Iryną Kakujewą zwyciężyła w tej samej konkurencji. Był to pierwszy w historii złoty medal w tej konkurencji dla Białorusi. Była też między innymi ósma w biegu indywidualnym na mistrzostwach świata w Ruhpolding w 1996 roku.
W 1994 roku wystartowała na igrzyskach olimpijskich w Lillehammer, gdzie zajęła 49. miejsce w biegu indywidualnym i 6. w sztafecie. Brała również udział w igrzyskach w Nagano w 1998 roku, zajmując 19. miejsce w biegu indywidualnym, 52. w sprincie i 12. w sztafecie.
Jej mężem jest Oleg Ryżenkow, również biathlonista.

## Osiągnięcia

### Igrzyska olimpijskie
| Rok  | Miejscowość | Konkurencje | Konkurencje | Konkurencje | Konkurencje | Konkurencje | Konkurencje | Konkurencje |
| Rok  | Miejscowość | IN          | SP          | PU          | MS          | RL          | MR          | SR          |
| ---- | ----------- | ----------- | ----------- | ----------- | ----------- | ----------- | ----------- | ----------- |
| 1994 | Lillehammer | 49.         | –           | nd.         | nd.         | 6.          | nd.         | –           |
| 1998 | Nagano      | 19.         | 52.         | nd.         | nd.         | 12.         | nd.         | –           |

### Mistrzostwa świata
| Rok  | Miejscowość         | Konkurencje | Konkurencje | Konkurencje | Konkurencje | Konkurencje | Konkurencje | Konkurencje |
| Rok  | Miejscowość         | IN          | SP          | PU          | MS          | RL          | MR          | SR          |
| ---- | ------------------- | ----------- | ----------- | ----------- | ----------- | ----------- | ----------- | ----------- |
| 1993 | Borowec             | 43.         | 41.         | nd.         | nd.         | –           | nd.         | –           |
| 1994 | Canmore             | nd.         | nd.         | nd.         | nd.         | nd.         | nd.         | –           |
| 1996 | Ruhpolding          | 8.          | 20.         | nd.         | nd.         | 6.          | nd.         | –           |
| 1997 | Osrblie             | 61.         | 35.         | 32.         | nd.         | 8.          | nd.         | –           |
| 1998 | Pokljuka/Hochfilzen | nd.         | nd.         | –           | nd.         | nd.         | nd.         | –           |
| 1999 | Kontiolahti/Oslo    | –           | 13.         | 17.         | –           | –           | nd.         | –           |

### Puchar Świata

#### Miejsca w klasyfikacji generalnej
| Sezon     | Miejsce |
| --------- | ------- |
| 1992/1993 | 68.     |
| 1993/1994 | 57.     |
| 1995/1996 | 43.     |
| 1996/1997 | 52.     |
| 1997/1998 | 66.     |
| 1998/1999 | 49.     |
| 1999/2000 | -       |

#### Miejsca na podium w zawodach
Ryżenkowa nigdy nie stanęła na podium indywidualnych zawodów PŚ.